# آرثر ديفيس (لاعب كريكت)
آرثر ديفيس (بالإنجليزية: Arthur Davis)‏ (4 أغسطس 1882 - 4 نوفمبر 1916) هو لاعب كريكت بريطاني (وحمل سابقاً جنسية المملكة المتحدة لبريطانيا العظمى وأيرلندا).